# Savitrí (reina)

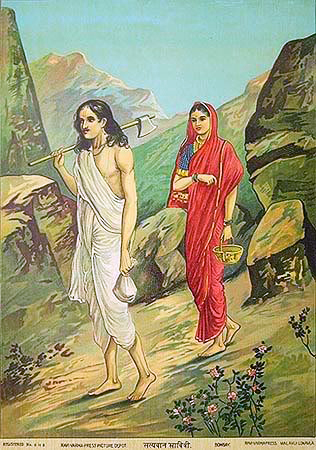
Imagen de la Reina Savitrí paseando sobre el campo.

Savitrí es una reina que aparece como personaje del antiguo relato épico hindú Majábharata (siglo VI a. C.), 
El rey Ashwa Pati de Madra (uno de los reinos de la India antigua) no puede tener hijos y decide emprender una vía de sacrificio y rogativas a los dioses para que le concedan su deseo.
La diosa Savitrí —hija de Suria (el dios del Sol) y esposa de Brahmá (el dios de cuatro cabezas)— accediendo a sus ruegos le concede la gracia de un hijo. A los nueve meses nace una niña que será llamada Savitrí en honor de la diosa.
La niña tiene una infancia feliz, mas son tales las virtudes y gracias que le adornan que, llegada a la pubertad, ninguno de los súbditos del reino se atreve a pedir su mano. Por esta razón Ashwapati le ordena que emprenda un viaje para encontrar a quien deba de ser su marido.
Así lo hace Savitrí y tras un largo periodo de búsqueda, la casualidad la lleva, apartada ya de las rutas de las grandes ciudades, a un lugar en plena naturaleza en el que por vez primera ve a Satyaván, que vive en el bosque en donde su padre el rey Diumatsena, ciego, ha sido desterrado tras perder el reino de Shalwa.
Tras permanecer juntos un tiempo y comprometerse, Savitrí debe volver para comunicar a sus padres que ya ha encontrado a quien va a ser su esposo. En el momento en que Savitrí regresa a la corte de su padre está presente el sabio volador Nárada Muni, quien al escuchar el nombre de Satyaván predice que el marido elegido va a morir al cabo de doce meses. Pero Savitrí se mantiene en su elección y parte de nuevo para celebrar los esponsales. Comienza así una nueva vida en el bosque, en compañía de Satyaván, de su familia y de los cortesanos que acompañan al rey en el exilio.
Pasados los doce meses, el momento fatal ha llegado y Savitrí acompaña a su esposo al bosque donde acostumbra a cortar leña para el hogar. Encontrándose en esa tarea aparece Iama, el dios de la muerte, que comienza a llevarse a Satyaván. Pero Savitrí no se conforma con la muerte de su marido. Contrariando a Iama, primero sigue a ambos al mundo de la tiniebla y de la muerte, y más tarde, imponiendo su voluntad a la del dios, conseguirá ciertos dones relacionados con la felicidad y la descendencia del desterrado rey Diumatsena y por último devolver a la vida a Satyaván.
Ya de regreso encuentran en el bosque al rey Diumatsena que, durante su ausencia, ha recobrado la vista, así como también el reino que había perdido. Satyaván y Savitrí vivirán felices el resto de sus días acompañados de la bendición de numerosos hijos y descendientes.